# Le Chevalier et le hallebardier
Le Chevalier et le hallebardier est une gravure sur bois en couleur réalisée entre 1510 et 1513 par l'artiste de la Renaissance allemande Hans Wechtlin.

## Sources
Le Chevalier et le hallebardier, imprimé à Strasbourg vers 1510-1513, reflète bien la façon dont Hans Wechtlin emprunte aux œuvres de ses prédécesseurs et de ses contemporains, au premier rang desquels Albrecht Dürer. Il s'inspire ici du Chevalier et le lansquenet que Dürer grava vers 1496, tout particulièrement pour le dessin du hallebardier accompagnant le cavalier. Deux autres œuvres de Dürer lui ont également servi de modèle : Le Petit cheval (1505), dont il copie précisément la position des jambes du hallebardier, et Le Chevalier, la Mort et le Diable (1513) dont l'arrière-plan composé de roches rappelle l'épais et sombre mur végétal du clair-obscur. L'emplacement de la tablette sur laquelle est inscrit le monogramme du peintre, située au sol sur la route du cavalier, est également assez semblable dans les deux œuvres.
Il reprend aussi la position du cheval placé de biais du Saint Georges et le dragon en clair-obscur d'Hans Burgkmair, imprimé à Augsbourg en 1508. Le chevalier porte en outre une même armure Maximilienne. Les plumes du casque sont ici beaucoup plus nombreuses, se confondant presque avec le feuillage dense de l'arrière-plan, et un petit bouclier est fixé en sus spécifiquement pour les joutes. La garde manque sur la lance tenue par le chevalier, peut-être une indication qu'il revient victorieux d'un combat.

## Technique
Cette estampe révèle une technique du clair-obscur parfaitement maitrisée. La planche de trait, encrée de noir, ne saurait en effet être imprimée sans la planche dite « de rentrée », encrée de couleur, sur laquelle reposent les jeux de lumière sur l'armure du cavalier, ainsi que le modelé du corps du hallebardier. La richesse des détails des plumes des casques et le contour des lettres et motifs du monogramme de Hans Wechtlin apparaissent entièrement grâce à de petites touches et des aplats de couleur.